# Xanthichthys ringens
Xanthichthys ringens es una especie de peces de la familia Balistidae en el orden de los Tetraodontiformes.

## Morfología
Pueden llegar alcanzar los 25 cm de longitud total.

## Distribución geográfica
Se encuentra en las  costas del Atlántico occidental (desde Carolina del Norte y Bermuda hasta el Brasil ).